# Rolitetraciclina
La rolitetraciclina è un antibiotico facente parte del gruppo delle tetracicline. Si tratta di un profarmaco, derivato della tetraciclina dalla quale è ottenuto per condensazione con pirrolidina e formaldeide a dare la relativa base di Mannich. Tale modifica è funzionale ad aumentare l'idrofilia del composto per renderlo solubile in acqua e permetterne la somministrazione endovenosa.

## Stabilità e conservazione
La rolitetraciclina è instabile in soluzioni acquose.

Sia la base che il nitrato si idrolizzano con formazione di tetraciclina.

Si è osservato che più del 50% del nitrato e della rolitetraciclina base (in soluzione acquosa) viene idrolizzato in 3 ore a 25 °C e che il 15% della base ricostituita per uso iniettivo viene perduto in 21-25 ore a 5 °C.

La rolitetraciclina deve essere conservata in recipienti ben chiusi, al riparo dalla luce. Se la sostanza è utilizzata per preparazioni iniettabili deve essere conservata in recipienti sterili, chiusi ermeticamente.

## Farmacodinamica
La rolitetraciclina è un derivato idrosolubile della tetraciclina. Lo spettro di attività, il tipo di resistenza e gli usi sono simili a quelli della tetraciclina. Viene perciò usata nelle infezioni sostenute da batteri Gram-positivi, Gram-negativi, aerobi e anaerobi, nonché contro la Brucella e nelle diarree causate da Escherichia coli. Il farmaco viene preferito quando è richiesta una concentrazione ematica iniziale elevata oppure quando non è consigliabile il trattamento orale.

## Farmacocinetica
La rolitetraciclina, a differenza delle altre tetracicline, non viene assorbita dal tratto gastrointestinale.
 
In seguito a somministrazione di 350 mg per via intramuscolare si raggiungono, entro 30-60 minuti, picchi plasmatici di 4-6 µg/ml.
 
Dopo somministrazione endovenosa le concentrazioni plasmatiche massime possono raggiungere i 20 µg/ml.
 
Il legame dell'antibiotico con le proteine plasmatiche è pari a circa il 50%.
 
L'emivita è compresa tra le 5 e 8 ore.

L'eliminazione dell'antibiotico avviene per il 50% con le urine e solo per una quota inferiore con la bile.

## Tossicologia
Nel ratto il valore della DL50 è di 91 mg/kg per endovena.

## Usi clinici
La rolitetraciclina è stata utilizzata nel trattamento della brucellosi, delle infezioni delle alte vie respiratorie e delle sinusiti e delle infezioni polmonari. In letteratura se ne segnala l'uso anche in alcune infezioni veneree tra cui la gonorrea, in infezioni intestinali comprendenti appendiciti perforate ed ascessi appendicolari ed anche nelle infezioni ossee. Il farmaco ha inoltre trovato impiego nelle infezioni biliari.

## Effetti collaterali e indesiderati
Nei soggetti trattati con il farmaco, particolarmente in seguito alle prime somministrazioni parenterali di rolitetraciclina, in infezioni sostenute da germi molto sensibili alle tetracicline, si è osservata la comparsa di brividi e, più raramente, di rigor, dovuti a reazione Herxheimer-simile.

Dopo l'iniezione si può provare un particolare sapore sgradevole in bocca, spesso simile a quello dell'etere.

Studi sperimentali sui maialini hanno dimostrato che la rolitetraciclina a dosaggi estremamente elevati (10-20 volte quelli normalmente utilizzati in terapia) può avere degli effetti di tipo vascolare con innalzamento transitorio della pressione arteriosa ed alterazioni elettrocardiografiche, in particolare dell'intervallo PQ. Tali effetti non assumono rilevanza ai normali dosaggi utilizzati in terapia.

L'iniezione endovenasa rapida può causare vertigini transitorie, vampate di calore, arrossamento del viso e, occasionalmente, insufficienza circolatoria periferica.

Studi sui topi hanno dimostrato che la rolitetraciclina, così come altre tetracicline, può determinare un incremento delle concentrazioni ematiche di AST, ALT e della bilirubina

La somministrazione endovenosa di rolitetraciclina può esacerbare i sintomi della miastenia grave, anche se l'effetto sembra sia dovuto alla presenza di ioni magnesio nella formulazione.

## Controindicazioni
L'antibiotico, per via parenterale, è controindicato in caso di insufficienza renale e non se ne consiglia la somministrazione in gravidanza, nei bambini sotto i 12 anni d'età e nei pazienti affetti da miastenia grave.

## Dosi terapeutiche
La rolitetraciclina viene somministrata per via intramuscolare profonda, in genere in associata ad un anestetico locale, o per via endovenosa lenta.
 
Nell'adulto le dosi usuali sono di 350 mg per i.m. o di 275 mg per e.v. lenta (2-3 minuti), una volta al giorno.

Nelle infezioni più gravi la dose può essere somministrata fino a tre volte al giorno.

Nei bambini sono stati somministrati 10 mg/kg/die sia per intramuscolo che per endovena (deve essere tenuto comunque presente l'effetto delle tetracicline sui denti e sulle ossa).

L'antibiotico è presente in preparazioni per uso oftalmico impiegate nel trattamento di congiuntiviti di varia eziologia, in associazione con altri antibiotici quali cloramfenicolo e colistimetato, con corticosteroidi come betametasone fosfato, o con antivirali come idoxuridina.

## Avvertenze
La somministrazione intramuscolare ed endovenosa richiede che si presti attenzione ad evitare lo stravaso nei tessuti sottocutanei.